# Nintendo Software Planning & Development
Nintendo Software Planning & Development è stata una divisione di ricerca, progettazione e sviluppo interna a Nintendo.
Il team è stato creato il 30 settembre 2003, due anni prima della chiusura di Nintendo Research & Development 1 e Nintendo Research & Development 2. In Nintendo Software Planning & Development subentrarono molti nuovi programmatori con il compito di creare piccoli giochi innovativi ed aiutare gli altri team di sviluppo con i titoli first-party.
Il 16 settembre 2015 Nintendo Software Planning & Development ha cessato di esistere in seguito alla fusione con Nintendo Entertainment Analysis & Development, che ha dato vita a Nintendo Entertainment Planning & Development.

## Struttura di Nintendo SPD

### Nintendo SPD Gruppo No.1
Manager/producer: Yoshio Sakamoto

Responsabile dello sviluppo di titoli della serie WarioWare e di titoli Metroid.
| Titolo                         | Data di uscita | Piattaforma | Director          | Producer        |
| ------------------------------ | -------------- | ----------- | ----------------- | --------------- |
| WarioWare: Twisted! 1          | 2004           | GBA         | Goro Abe          | Yoshio Sakamoto |
| WarioWare: Touched! 1          | 2004           | NDS         | Goro Abe          | Yoshio Sakamoto |
| Play-Yan 3                     | 2005           | GBA         | Takuma Matsunada  | Yoshio Sakamoto |
| WarioWare: Smooth Moves 1      | 2006           | Wii         | Goro Abe          | Yoshio Sakamoto |
| Rhythm Tengoku                 | 2006           | GBA         | Kazuyoshi Osawa   | Yoshio Sakamoto |
| Kousoku Card Battle: Card Hero | 2007           | NDS         | Kazuyoshi Osawa   | Yoshio Sakamoto |
| Otona no DS Kao Training1      | 2007           | NDS         | Takakazu Nakata   | Katsuya Yamano  |
| Birds and Beans                | 2008           | DSiWare     | Hiroshi Momose    | Yoshio Sakamoto |
| Paper Airplane Chase           | 2008           | DSiWare     | Hiroshi Momose    | Yoshio Sakamoto |
| Rhythm Heaven                  | 2008           | NDS         | Kazuyoshi Osawa   | Yoshio Sakamoto |
| Atsumeru Egaocho1              | 2009           | DSiWare     |                   | Katsuya Yamano  |
| WarioWare: Snapped!1           | 2009           | DSi         | Goro Abe          | Yoshio Sakamoto |
| WarioWare D.I.Y.1              | 2009           | NDS         | Goro Abe          | Yoshio Sakamoto |
| WarioWare: D.I.Y. Showcase1    | 2009           | WiiWare     | Goro Abe          | Yoshio Sakamoto |
| Friend Collection              | 2009           | NDS         | Ryutaro Takahashi | Yoshio Sakamoto |
| Metroid: Other M*2             | 2010           | Wii         | Takehiko Hosokawa | Yoshio Sakamoto |
| Rhythm Heaven Wii              | 2011           | Wii         | Kazuyoshi Osawa   | Yoshio Sakamoto |

- 1  prodotto con Intelligent Systems
- 2  prodotto con  Team Ninja
- 3  prodotto con  Nintendo RED

### Nintendo SPD Gruppo No.2
Manager/producer: Hitoshi Yamagami

Responsabile dei titoli first party dei rompicapo.
| Titolo                                | Data di uscita | Piattaforma | Director                     | Producer                              |
| ------------------------------------- | -------------- | ----------- | ---------------------------- | ------------------------------------- |
| Dance Dance Revolution: Mario Mix6    | 2005           | GCN         | Yukihiro Yamazaki            | Hitoshi Yamagami                      |
| Dr. Mario & Puzzle League7            | 2005           | GBA         | Masaki Tawara                | Hitoshi Yamagami                      |
| Brain Training del Dr. Kawashima      | 2005           | NDS         | Kouichi Kawamoto             | Hitoshi Yamagami                      |
| More Brain Training del Dr. Kawashima | 2005           | NDS         | Hirsohi Honjo, Masaki Tawara | Hitoshi Yamagami                      |
| Mahjong DS                            | 2005           | NDS         | Masaki Tawara                | Hitoshi Yamagami                      |
| Super Princess Peach1                 | 2005           | NDS         | Akio Imai, Azusa Tajima      | Hitoshi Yamagami, Yasuhiro Minamimoto |
| Jump Super Stars5                     | 2005           | NDS         | Takao Nakano                 | Hitoshi Yamagami                      |
| Tetris DS                             | 2006           | NDS         | Masaki Tawara                | Hitoshi Yamagami                      |
| Jump Ultimate Stars5                  | 2006           | NDS         | Takao Nakano                 | Hitoshi Yamagami                      |
| My Household Diary4                   | 2007           | NDS         | Azusa Tajima                 | Hitoshi Yamagami                      |
| Endless Ocean2                        | 2008           | Wii         | Masaki Tawara                | Hitoshi Yamagami                      |
| Style Savvy4                          | 2009           | NDS         | Azusa Tajima                 | Hitoshi Yamagami                      |
| Sin & Punishment: Star Successor3     | 2009           | Wii         | Atsutomu Nakagawa            | Hitoshi Yamagami                      |
| Metal Torrent2                        | 2010           | DSiWare     | Hiroyasu Hashidate           | Hitoshi Yamagami                      |
| Endless Ocean 2: Blue World2          | 2010           | Wii         | Masaki Tawara                | Hitoshi Yamagami                      |
| Xenoblade Chronicles8                 | 2011           | Wii         | Tetsuya Takahashi            | Shingo Kawabata, Takao Nakano         |

- 1 Prodotto con TOSE.
- 2 Prodotto con  Arika.
- 3 prodotto con Treasure.
- 4 Prodotto con Syn Sophia.
- 5 Prodotto con Ganbarion.
- 6 Prodotto con Konami.
- 7 Prodotto con Intelligent Systems.
- 8 Prodotto con Monolith Soft.

### Nintendo SPD Gruppo No.3
Manager/producer: Kensuke Tanabe

Responsabile della supervisione dei titoli prodotti da team esterni.
| Titolo                                       | Data di uscita | Piattaforma  | Director        | Producer                         |
| -------------------------------------------- | -------------- | ------------ | --------------- | -------------------------------- |
| Metroid Prime1                               | 2002           | GCN          | Mark Pacini     | Kensuke Tanabe                   |
| Metroid Prime 2: Echoes1                     | 2004           | GCN          | Mark Pacini     | Kensuke Tanabe                   |
| Battalion Wars2                              | 2005           | GCN          |                 | Kensuke Tanabe                   |
| Super Mario Strikers3                        | 2005           | GCN          |                 | Kensuke Tanabe                   |
| Geist4                                       | 2005           | GCN          |                 | Kensuke Tanabe, Hideki Konno     |
| Metroid Prime Hunters5                       | 2006           | NDS          |                 | Kensuke Tanabe                   |
| Mario vs. Donkey Kong 2: March of the Minis5 | 2006           | NDS          |                 | Kensuke Tanabe                   |
| Excite Truck6                                | 2006           | Wii          |                 | Kensuke Tanabe, Keisuke Terasaki |
| Metroid Prime 3: Corruption1                 | 2007           | Wii          | Mark Pacini     | Kensuke Tanabe                   |
| Battalion Wars 22                            | 2007           | Wii          |                 | Kensuke Tanabe                   |
| Mario Strikers Charged3                      | 2007           | Wii          |                 | Kensuke Tanabe                   |
| Punch-Out!!3                                 | 2009           | Wii          |                 | Kensuke Tanabe                   |
| Excitebots: Trick Racing6                    | 2009           | Wii          |                 | Kensuke Tanabe                   |
| Eco Shooter: Plant 3508                      | 2009           | Wii          |                 | Kensuke Tanabe                   |
| Fluidity7                                    | 2010           | WiiWare      | Jonathan Biddle | Kensuke Tanabe                   |
| Donkey Kong Country Returns1                 | 2010           | Wii          | Bryan Walker    | Kensuke Tanabe                   |
| Pilotwings Resort6                           | 2011           | Nintendo 3DS | Richard Garcia  | Kensuke Tanabe                   |

- 1  Prodotto con Retro Studios.
- 2  Prodotto con Kuju Entertainment.
- 3  Prodotto con Next Level Games.
- 4  Prodotto con n-Space.
- 5  Prodotto con Nintendo Software Technology.
- 6  Prodotto con Monster Games.
- 7  Prodotto con Curve Studios
- 8  Prodotto con It Systems

### Nintendo SPD Group No.4
Manager/producer: Hiroshi Sato

Responsabile della supervisione dei titoli sviluppati da team giapponesi esterni.
| Titolo                | Data di uscita | Piattaforma | Director      | Producer        |
| --------------------- | -------------- | ----------- | ------------- | --------------- |
| Napoleon6             | 2001           | GBA         | Masaki Tawara | Shinji Hatano   |
| Kuru Kuru Kururin1    | 2001           | GBA         | Hiroshi Sato  | Shinji Hatano   |
| Kururin Squash!1      | 2004           | GCN         | Miyuki Hirose | Hiroshi Sato    |
| DK: King of Swing7    | 2005           | GBA         | Shinya Sano   | Toshiharu Izuno |
| Elite Beat Agents5    | 2006           | NDS         | Shinya Saito  | Hiroshi Sato    |
| DK: Jungle Climber7   | 2007           | NDS         | Shinya Sano   | Toshiharu Izuno |
| Mario Party 84        | 2007           | Wii         | Miyuki Hirose | Hiroshi Sato    |
| Mario Party DS4       | 2007           | NDS         | Miyuki Hirose | Hiroshi Sato    |
| Hotel Dusk: Room 2153 | 2009           | NDS         | Satoshi Kira  | Hiroshi Sato    |
| Another Code R3       | 2009           | Wii         | Satoshi Kira  | Hiroshi Sato    |
| Wii Party2            | 2010           | Wii         | Miyuki Hirose | Hiroshi Sato    |

- 1  Prodotto con Eighting.
- 2 Prodotto con Nd Cube.
- 3  Prodotto con Cing.
- 4 Prodotto con Hudson.
- 5  Prodotto con INiS.
- 6  Prodotto con Genki.
- 7  Prodotto con  Paon.